# Gruppenhorchgerät
Gruppenhorchgerät (GHG) – niemiecki sonar pasywny niskiej częstotliwości, instalowany w jednostkach podwodnych Kriegsmarine od 1935 roku oraz okrętach nawodnych. Początkowo membrany odbiorcze zintegrowane były z zewnętrznym poszyciem okrętu w pobliżu przednich zbiorników zanurzeniowych. Jedenaście odbiorników umieszczonych było po każdej stronie okrętu w formie łuku z jego rozwartą częścią umieszczoną niżej. W miarę upływu czasu, liczba odbiorników wzrastała, osiągając w typie IXC liczbę 23 po każdej stronie.
Niemiecka marynarka eksperymentowała z przodkami sonaru GHG już w 1927 roku. Sonar ten stanowił najbardziej zaawansowane urządzenie detekcji akustycznej w służbie jakiejkolwiek marynarki. Wykrywanie celów na dalekich dystansach za pomocą sonaru niskiej częstotliwości jest niezmiernie trudnym zadaniem – wymagało bowiem bardzo dużej anteny. Wiązka akustyczna na danym kierunku może być formowana przez zastosowanie odpowiedniego opóźnienia (fazy) dla każdego elementu anteny z osobna. W niemieckiej antenie pasywnej GHG stałe linie opóźnienia tworzyły ekwiwalent prostej anteny przybierający kształt podkowy. Obrót komutatora w zależności od linii opóźnienia odwracał wiązkę. Jak we wszystkich sonarach tego czasu, zakres obróbki uzyskiwanych danych był bardzo ograniczony. Operator dysponował jedynie prostownikiem do uwypuklenia odgłosów śruby napędowej celu i podobnych dźwięków. Nie istniała wówczas żadna możliwość przeniesienia wysokich częstotliwości sygnału w dół, do zakresu słyszalnego.

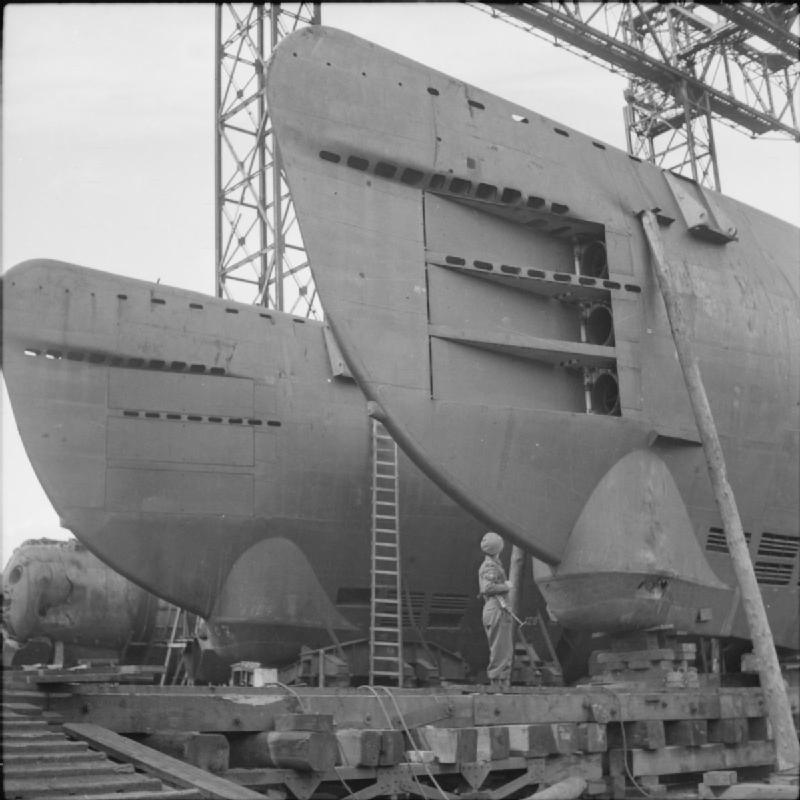
Dwie nieukończone jednostki typu XXI w Bremie, w dolnej części kadłubów balkony sonaru GHG

Alianci odkryli GHG po raz pierwszy w 1941 roku, gdy Brytyjczycy zdobyli U-570. Okręt ten miał 48 hydrofonów równo rozmieszczonych w zewnętrznej powłoce dziobu, które tworzyły okrąg o średnicy ok. 2,5 metra. W dobrych warunkach U-570 mógł wykryć cel w odległości do 10 mil morskich – daleko większej niż alianckie sonary WFA i JT instalowane od roku 1945. Następnym krokiem Niemców, w 1943 roku, był montaż hydrofonów w umieszczonej poniżej dziobu, pod kilem, gondoli o średnicy 2 metrów, zwanej „balkonem”. Taka dyslokacja anten rozwiązywała problem właściwego rozmieszczenia połówek zestawu anten, jaki zastano na U-570, a który wykluczał dobre śledzenie celu znajdującego się mniej lub bardziej na wprost dziobu okrętu. Płynący na powierzchni z prędkością 7–9 węzłów U-Boot zdolny był do wykrycia średniej wielkości jednostki pływającej z odległości ok. 5 kilometrów. Przejęty jednak po wojnie przez Stany Zjednoczone okręt U-2513 typu XXI podczas podwodnego poruszania się z maksymalną prędkością zdołał wykryć cel z odległości ok. 9,1 km. Wymontowany z tego okrętu GHG został w 1949 roku zainstalowany na amerykańskim okręcie GUPPY II USS „Cochino” i stał się punktem wyjścia powojennego rozwoju amerykańskich sonarów pasywnych. Sonar tego typu został także przejęty przez Francję oraz Związek Radziecki, powojenne Niemcy dokonały natomiast jego rewitalizacji, gdy przystępowały do odbudowy swojej floty podwodnej.
Sonar GHG był kluczem do zaawansowanego systemu kontroli ognia zastosowanego w najlepszym niemieckim okręcie podwodnym tego czasu, typu XXI. Układ ten umożliwiał dokładność nasłuchu do ±1°. W sprzyjających warunkach przewodzenia fali akustycznej przez warstwy wody, GHG był w stanie wykryć pojedynczy statek z odległości 20 km, konwój zaś z odległości 100 km. 9 kwietnia 1940 roku przy pomocy GHG, KKpt Günther Prien wykrył odgłosy bombardowania, które jak sądził było atakiem na dowodzony przez niego U-47, podczas gdy jak się później okazało, stanowiło ślad akustyczny bombardowania brytyjskiej formacji nawodnej przez niemiecki samolot w odległości 100 mil morskich od jego okrętu.